# Bundesfinanzierungsgremium
Das Bundesfinanzierungsgremium wird auf Grundlage von § 3 Bundesschuldenwesengesetz vom Deutschen Bundestag gewählt.

## Aufgaben
Das Gremium übernimmt die parlamentarische Kontrolle über die Art und Weise der Verschuldung des Bundes. Es wird vom Bundesministerium der Finanzen über alle Fragen des Schuldenwesens des Bundes unterrichtet. Darüber hinaus unterrichtet die Bundesregierung den Bundestag über alle grundsätzlichen und wesentlichen Fragen der Beteiligungen des Bundes an privatrechtlichen Unternehmen sowie der Beteiligungsverwaltung durch die Bundesregierung, § 69a Bundeshaushaltsordnung (BHO). Die Unterrichtung erfolgt regelmäßig gegenüber dem Gremium.
Zum 1. Januar 2018 hat das Gremium ferner die Aufgaben des bisherigen Finanzmarktgremiums übernommen: Im Rahmen dieser parlamentarische Kontrollaufgabe gemäß § 10a des Stabilisierungsfondsgesetzes und § 16 des Restrukturierungsfondsgesetzes wird das Gremium vom Bundesministerium der Finanzen in geheimen Sitzungen zu allen Fragen, die das Sondervermögen „Finanzmarktstabilisierungsfonds“ (FMS) und das Sondervermögen „Restrukturierungsfonds“ betreffen, unterrichtet. Mit dem Wirtschaftsstabilisierungsfondsgesetz vom 27. März 2020 hat das Bundesfinanzierungsgremium ferner vom Deutschen Bundestag die parlamentarische Kontrollaufgabe nach § 10a i. V. m. § 25 Absatz 5 des Stabilisierungsfondsgesetzes für das neu errichtete Sondervermögen „Wirtschaftsstabilisierungsfonds“ (WSF) übertragen bekommen.
Das parlamentarische Gremium nach § 3 des Bundesschuldenwesengesetzes hat mehrere Zuständigkeitsbereiche. Es übt zum einen die parlamentarische Kontrolle über das Schuldenwesen des Bundes aus. Es wird dabei vom Bundesministerium der Finanzen über alle Fragen des Schuldenwesens des Bundes unterrichtet. Des Weiteren wird das Gremium seit dem 1. Januar 2010 von der Bundesregierung gemäß § 69a der Bundeshaushaltsordnung über alle Fragen der Beteiligungen des Bundes an privatrechtlichen Unternehmen sowie der Beteiligungsverwaltung durch die Bundesregierung unterrichtet.

## Zusammensetzung
In der 21. Wahlperiode besteht das Bundesfinanzierungsgremium aus folgenden Mitgliedern (Stand: 2025):
- Bundestagsfraktion Bündnis 90/Die Grünen
  - Paula Piechotta
  - Jamila Schäfer
- Bundestagsfraktion CDU/CSU
  - Florian Oßner, CSU (stellvertretender Vorsitz)
  - Thomas Bareiß, CDU
  - Yannick Bury, CDU
  - Christian Haase, CDU
  - Andreas Mattfeldt, CDU

- Bundestagsfraktion SPD
  - Uwe Schmidt (Vorsitz)
  - Esther Dilcher
  - Kathrin Michel

Das Gremium wird für die Dauer einer Legislaturperiode gewählt. Die Mitglieder müssen gleichzeitig Mitglieder des Haushaltsausschusses des Deutschen Bundestages sein. Sie sind zur Geheimhaltung aller Angelegenheiten verpflichtet, die ihnen bei ihrer Tätigkeit bekannt geworden sind.